# Johann Heinrich von Galen
Johann Heinrich von Galen, auch als Heinrich von Galen bekannt (* 15. November 1609; † 17. September 1694 in Schloss Assen), war Erbkämmerer und Amtsdroste in Vechta und Wildeshausen.

## Leben

### Herkunft und Familie
Aus dem uralten westfälischen Adelsgeschlecht von Galen sind zahlreiche bedeutende und namhafte Persönlichkeiten hervorgegangen. Im 16. Jahrhundert sympathisierte es teilweise mit der Reformation, wurde später wieder katholisch.
Johann Heinrich von Galen wurde als Sohn des Dietrich von Galen und seiner Gemahlin Katharina von Hörde geboren. Sein Vater tötete am 15. Februar 1607 in einem Nachbarstreit um Jagdrechte den münsterischen Erbmarschall Gerd Morrien und wurde deswegen zu einem zwölfjährigen Arrest verurteilt, den er auf Burg Bevergern verbüßte. Später wurde er kurländischer Erbmarschall und erwarb hier umfangreiche Güter.
Johann Heinrich hatte fünf Geschwister, darunter sein älterer Bruder Christoph Bernhard (Fürstbischof von Münster), Hedwig (Äbtissin in Borghorst) und Clara (Nonne in Oelinghausen).
Am 15. Dezember 1643 heiratete er in Lüdinghausen Anna Droste zu Vischering, Tochter des Drosten Heidenreich Droste zu Vischering und Margareta von Raesfeld. Aus dieser Ehe sind die Kinder Margaretha Anna (1644–1700, ⚭ Hermann Matthias von Velen), Katharina Elisabeth (1646–1711, ⚭ Dietrich von Büren), Christoph Bernhard (1646–1647), Franz Wilhelm und Dietrich Christian (1650–1658) hervorgegangen.
Nach Annas Tod heiratete Johann Heinrich am 21. Mai 1653 Anna Elisabeth von der Recke, Tochter des Johann von der Recke und Mechthild von Galen.
Aus dieser Ehe sind die Töchter Theodora (* 1654, ⚭ Arnold Johann von Vittinghoff), Brigitta Clara (* 1656, ⚭ Christoph Heidenreich Droste zu Vischering), Anna Maria (1658–1697, ⚭ Johann Adolph von Raesfeldt), Francellina Christina (* 1660, ⚭ Wilhelm Heinrich von Korff), Sophia Elisabeth (1664–1688, ⚭ Stephan Theodor von Neuhoff), Johanna Mechthild (1667–1694), Thyka Christina (* 1669) und Regina Theresa (1671–1712, ⚭ Franz Sigismund von Elverfeldt) sowie die Söhne Christoph Heinrich, Ferdinand Benedikt, Johann Matthias (* 1674, † 1715, Domherr in Münster), Heinrich Ludwig und Karl Anton hervorgegangen. Er war der Stammvater, aus dessen Familienzweig zahlreiche bedeutende Persönlichkeiten hervorgegangen sind (vgl. Stammtafel von Galen).

### Werdegang und Wirken
Johann Heinrich wurde am 26. März 1641 als Drost in Vechta bestallt. In diesem Amt blieb er bis zum 20. Januar 1670, als er aus Altersgründen ausschied und das Amt an seinen Sohn übergab. Am 28. November 1641 wurde er auch Drost in Wildeshausen. Dieses Amt erlosch mit dem Frieden zum Münster im Jahre 1648.
Im Jahre 1653 stiftete sein Bruder Christoph Bernhard, der die Galenschen kurländischen Besitzungen verkaufte, aus dem Erlös umfangreiche Familienpräbenden in Münster, Minden, Worms, Osnabrück, Freckenhorst, Nottuln und Wietmarschen. Finanzielle Hilfe erhielt Johann Heinrich im gleichen Jahr, als er mit Unterstützung seines Bruders das Haus Assen kaufte. Hintergrund dieser Aktion war, einen Schutz für den Südbereich des fürstbischöflichen Territoriums zu schaffen. Am 2. Januar 1663 stiftete Christoph Bernhard das Kämmereramt und bestellte Heinrich als ersten Erbkämmerer. Hierfür erhielt er 20.000 Reichstaler und das Kirchspiel Enniger.
1667 nutzte Christoph die finanzielle Notlage der Herren von Dinklage aus und kaufte für seinen Bruder Heinrich den gesamten Besitz Dinklage, den er 1671 mit einem Lehen des Erbkämmereramtes ausstattete.
Johann Heinrich starb im Haus Assen, das er nach dem Kauf als Wohnung für seine Familie nutzte.

## Sonstiges
Johann Heinrich ließ im Jahre 1656 die Böckenberg-Kapelle in der Nähe des Schlosses Assen errichten.
Er wurde am 24. Juli 1665 in den Reichsfreiherrnstand erhoben.